# سيلفينيو
سيلفيو منديز كامبوس جونيور (بالبرتغالية: Sylvinho‏)، من مواليد 12 أبريل 1974 في ساو باولو في البرازيل، لاعب كرة قدم برازيلي.
بدأ مسيرته الكروية مع نادي كورنثيانز في عام 1994، ولعب معهم حتى عام 1999، وشارك معهم في 45 مباراة، وفي عام 1999 انتقل إلى نادي آرسنال الإنجليزي، ولعب معهم حتى عام 2001، وشارك معهم في 55 مباراة وسجل 3 هدف، وفي عام 2001 انتقل إلى نادي سيلتا فيغو الإسباني، ولعب معهم حتى عام 2004، وشارك معهم في 84 مباراة وسجل هدف واحد، ومنذ عام 2004 وهو يلعب مع نادي برشلونة الإسباني.
و قد لعب مع منتخب البرازيل لكرة القدم منذ عام 2000 وحتى عام 2001، وشارك معهم في 6 مباريات.
واشتملت الميداليات التي حصدها خلال الأيام الذهبية لبرشلونة اثنتين لفوزه في دوري الأبطال (2006، 2009) وثلاثة انتصارات إسبانية (2005، 2006 و2009)، إضافة إلى كأس الملك وكأسي خوارق إسبانيا.
هذا ولعب سيلفينهو مدة 90 دقيقة في نهائيات دوري أبطال 2009 بعد أن كان قد جلس على مقاعد الاحتياط دون أن يشارك على الملعب في السنوات الثلاثة التي سبقتها.
يلعب مع نادي مانشستر سيتي تم جلبه من قبل مارك هيوز ضمن عقد مدته سنة واحدة في 25 أغسطس 2009 بعد أن انتصر البرازيلي المخضرم على مانشيستر يونايتد في روما خلال نهائي دوري الأبطال.

## روابط خارجية
- سيلفينيو على موقع الاتحاد الدولي (مؤرشف)  (الإنجليزية)
- سيلفينيو على موقع الاتحاد الأوربي (الإنجليزية)
- سيلفينيو على موقع قاعدة بيانات كرة القدم.إي يو (الإنجليزية)
- سيلفينيو على موقع ليكيب (الفرنسية)
- سيلفينيو على موقع ناشيونال فوتبول تيمز (الإنجليزية)
- سيلفينيو على موقع Soccerbase.com (لاعب) (الإنجليزية)
- سيلفينيو على موقع Soccerway.com (الإنجليزية)
- سيلفينيو على موقع عالم كرة القدم.نت (الإنجليزية)